# Johann Taurer
Johann Taurer (* 10. März 1793 in Nörenach; † 8. April 1862 ebenda) war ein österreichischer Gutsbesitzer und Politiker.

## Leben
Taurer war der Sohn des Landwirts Urban Taurer und dessen Ehefrau Maria geborene Moser. Er war römisch-katholischer Konfession und heiratete Christina Ebenberger. Aus der Ehe gingen mindestens zwei Töchter und drei Söhne hervor.
Er lebte als Landwirt und Besitzer der Thoman-Hube in Ebenberg Nr. 1 und übernahm dann die väterliche Uler-Realität in Nörenach Nr. 5.
Vom 17. Juli 1848 bis zum 4. März 1849 war er Abgeordneter im Provisorischen Kärntner Landtag. 